# Oscar-díj a legjobb nemzetközi játékfilmnek
Az Oscar-díj a legjobb idegen nyelvű filmnek átadására 1947 óta kerül sor. A díjat az a legjobb nem angol nyelvű film kapja, amit a származási országban az előző október-szeptemberi periódusban jelentettek meg (azaz például a 78. Oscar-gálán, amin általában a 2005. év filmjeit díjazták, az idegen nyelvű filmek közül a 2004. október – 2005. szeptemberieket díjazták).
Minden országból az ottani zsűri egy-egy filmet jelölhet, így jön létre a kb. 60 filmből álló „hosszú lista”. Ezek közül az Akadémia Los Angeles-i és New York-i tagjai kiválasztják azt az 5 filmet, ami a díjért versenghet. 2006-ig feltétel volt, hogy a benevezett filmnek az adott ország hivatalos nyelvén kellett beszélnie.
2019-ben a kategória elnevezését megváltoztatta az Oscar-díjakat odaítélő Amerikai Filmművészeti és Filmtudományi Akadémia (AMPAS). A legjobb idegen nyelvű film helyett ezentúl a legjobb nemzetközi játékfilmet (best international feature film) díjazzák. A kategória egyéb szabályai nem változtak, azonban a díj szűkített listájára hét helyett 2020-tól már tíz film kerülhet fel.
Két magyar film kapta meg ezt a díjat: az 1981-es Mephisto és a 2015-ös Saul fia.

## Különdíj
- 1947 Fiúk a rács mögött (Sciuscià) (Olaszország) – Societa Co-operativa Alfa Cinematografica – Paolo William Tamburella producer – Vittorio De Sica rendező
- 1948 Páli Szent Vince – Az irgalmasság szentje (Monsieur Vincent) (Franciaország) – E. D. I. C., Union Général Cinématographique – George de la Grandiere producer – Maurice Cloche rendező
- 1949 Biciklitolvajok (Ladri di biciclette) (Olaszország) – Mayer – Vittorio De Sica producer és rendező

## Díjazottak

### 1950-es évek
- 1950 The Walls of Malapaga (Au delà des grilles) (Franciaország/Olaszország) – Francinex, Italia Produzione – George Agliani és Alfredo Guarini producerek – René Clément rendező
- 1951 A vihar kapujában (Rasómon (羅生門; Hepburn: Rashōmon?)) (Japán) – Daiei Motion Picture Co., Daiei Studios – Minoru Jingo producer – Kuroszava Akira rendező
- 1952 Tiltott játékok (Jeux interdits) (Franciaország) – Silver Films – Robert Dorfmann producer – René Clément rendező
- 1953 nem adták ki
- 1954 Gate of Hell (Dzsigokumon (地獄門; Hepburn: Jigokumon?)) (Japán) – Daiei Studios – Nagata Maszaicsi producer – Kinugasza Teinoszuke rendező
- 1955 Samurai, The Legend of Musashi (Mijamoto Muszasi (宮本 武蔵; Hepburn: Miyamoto Musashi?)) (Japán) – Criterion Pictures Corp., Fine Arts Films – Takimura Kazuo producer – Inagaki Hirosi rendező
- 1956 Országúton (La strada) (Olaszország) – Ponti-De Laurentiis Cinematografica – Dino De Laurentiis és Carlo Ponti producerek – Federico Fellini rendező
  - Köpenicki kapitány (Der Hauptmann von Köpenick) (Nyugat-Németország) – Real-Film GmbH – Trebitsch Gyula producer – Helmut Käutner rendező
  - Patkányfogó (Gervaise) (Franciaország) – Agnes Delahaie Productions, C. I. C. C. Films, Silver Films – Annie Dorfmann producer – René Clément rendező
  - Biruma no tategoto[* 1] (ビルマの竪琴/The Burmese Harp) (Japán) – Nikkatsu Corporation – Takaki Maszajuki producer – Icsikava Kon rendező
  - Megtört a jég (Qivitoq) (Dánia – grönlandi eszkimó nyelv) – Nordisk film – Erik Balling rendező
- 1957 Cabiria éjszakái (Le Notti di Cabiria) (Olaszország) – Dino De Laurentiis Cinematografica, Les Films Marceau – Dino De Laurentiis producer – Federico Fellini rendező
  - Nachts, wenn der Teufel kam (The Devil Came at Night, Németország) – Divina-Film – Robert Siodmak producer és rendező
  - Az orgonás negyed/Orgonásnegyed[3] (Porte des Lilas/Gates of Paris) (Franciaország) – Cinétel, Filmsonor, Rizzoli Film, S.E.C.A. – René Clair producer és rendező
  - Mother India (Bharat Mata) (India–hindi) – Mehboob Productions – Mehboob Khan producer és rendező
  - Kilenc élet (Ni liv/Nine Lives) (Norvégia) – Nordsjøfilm – Arne Skouen producer és rendező
- 1958 Nagybácsim (Mon Oncle/My Uncle) (Franciaország) – Alter, Centauro, Gray, Specta – Louis Dolivet, Fred Orain, Alain Terrouane, Jacques Tati producerek, Jacques Tati rendező.
  - Arms and the Man (Helden) (Németország) – Bavaria Filmkunst – Peter Golbaum és Harry R. Sokal producerek – Franz Peter Wirth rendező.
  - A bosszú(wd) (La Venganza/Vengeance) (Spanyolország) – Guion, Suevia, Vides – Juan Antonio Bardem rendező
  - Az egy évig tartó út (La Strada lunga un anno/The Road a Year Long) (Jugoszlávia/Olaszország – olasz nyelvű – Croatia Film, Jadran Film – Ivo Vrhovec production manager – Giuseppe De Santis rendező
  - Nehéz a tolvajoknak (I soliti ignoti/Big Deal on Madonna Street/Persons Unknown) (Olaszország) – Cinecittr, Lux, Vides – Franco Cristaldi producer – Mario Monicelli rendező
- 1959 A fekete Orfeusz (Orfeu Negro) (Brazília/Franciaország/Olaszország – portugál nyelvű – Dispat Films, Gemma, Tupan – Sacha Gordine producer – Marcel Camus rendező
  - A híd (Die Brücke/The Bridge) (Németország) – Fono Film – Hermann Schwerin producer – Bernhard Wicki rendező
  - A nagy háború (La Grande Guerra/The Great War) (Olaszország) – Dino de Laurentiis Cinematographica, Lopert Pictures Corp. – Dino De Laurentiis producer – Mario Monicelli rendező
  - Paw (Dánia) – Laterna Film – Mogens Skot-Hansen producer – Astrid Jenning-Hensen rendező
  - The Village on the River (Dorp aan de rivier) (Hollandia) – Nationale Film Productie Maatschappij – Fons Rademakers rendező

### 1960-as évek
- 1960 Szűzforrás (Jungfrukällan) (Svédország) – Svensk Filmindustri – Ingmar Bergman, Allan Ekelund producerek – Ingmar Bergman rendező
  - A kápó (Kapò) (Olaszország) – Cineriz, Francinex, Vides, Zebra Films – Moris Ergas producer – Gillo Pontecorvo rendező
  - Igazság (La Verité/The Truth) (Franciaország) – Raoul Lévy producer – Henri-Georges Clouzot rendező
  - Macario (Mexikó) – Clasa Film Mundiales – Armando Orive Alba producer – Roberto Gavaldón rendező
  - A kilencedik kör (Deveti krug/The Ninth Circle) (Jugoszlávia) – Jadran Film – France Stiglic rendező
- 1961 Tükör által homályosan – (Såsom i en spegel) (Svédország) – Svensk Filmindustri – Allan Ekelund producer – Ingmar Bergman rendező
  - Harry and the Butler (Harry og kammertjeneren)(Dánia) – production company – Bent Christensen, Preben Philipsen producerek – Bent Christensen rendező
  - Immortal Love (Eien no hito) (永遠の人) (Japán) – Shochiku Films – Keisuke Kinoshita, Sennosuke Tsukimori producerek – Keisuke Kinoshita rendező
  - A fontos ember (Ánimas Trujano) (Mexikó) – ARS, Películas Rodríguez, UNA – Ismael Rodríguez producer és rendező
  - Plácido (Spanyolország) – Jet Films – Alfredo Matas producer – Luis García Berlanga
- 1962 Vasárnapok Ville d′Avray-ban (Les dimanches de Ville d′Avray)[* 2]  (Franciaország) – Fidès, Les Films Trocadero, Orsay Films, Terra Film – Romain Pinès producer – Serge Bourguignon rendező
  - Elektra (Electra) (Görögország) – Finos Film, JN Film – Mihálisz Kakojánisz producer és rendező
  - Fogadalom (O pagador de promessas/The Keeper of Promises/The Given Word) (Brazília) – Cinedistri, Produções Francisco de Castro – Francisco de Castro, Anselmo Duarte, Oswaldo Massaini producerek – Anselmo Duarte rendező
  - Nápoly négy napja (Le quattro giornate di Napoli/The Four Days of Naples) (Olaszország) – Metro, Titanus – Goffredo Lombardo producer – Nanni Loy rendező
  - The Pearl of Tlayucan (Tlayucan/The Pearl of Tlayucan) (Mexikó) – production Co. and producer – Luis Alcoriza rendező
- 1963 8½ (Otto e mezzo) (Olaszország) – Cineriz, Francinez – Angelo Rizzoli producer – Federico Fellini rendező
  - Kés a vízben (Nóż w wodzie) (Lengyelország) – ZRF "Kamera" – Stanislaw Zylewicz – Roman Polański rendező
  - La Tarantos (Spanyolország) – Films Rovira Beleta, Tecisa, Teresa – José Gutiérrez Mendoza, Francisco Rovira Beleta producerek – Francisco Rovira Beleta rendező
  - The Red Lanterns (Ta kokkina fanaria) (Görögország) – Th. Demaskinos & V. Michaelides – Theophanis A. Demaskinos, Victor G. Michaelides producerek – Vassilis Georgiadis rendező
  - Twin Sisters of Kyoto (Koto) (琴) (Japán) – Shochiku Films Ltd. – Tyotaro Kyuwata producer – Noboru Nakamura rendező
- 1964 Tegnap, ma, holnap (Ieri, oggi, domani) (Olaszország) – Compagna Cinematografica Champion, Les Films Concordia – Carlo Ponti producer – Vittorio De Sica rendező
  - Raven's End (Kvarteret korpen) (Svédország) – Europa Film – producer – Bo Widerberg rendező
  - Sallah Shabbati (סאלח שבתי) (Izrael) – Sallah Company, Sallah Ltd. – Menahem Golan producer – Efrájim Kishon rendező
  - Cherbourgi esernyők (Les parapluies de Cherbourg) (Franciaország) – Beta Film GmbH, Madeleine Films, Parc Film – Mag Bodard, Philippe Dussart producerek – Jacques Demy rendező
  - A homok asszonya (砂の女; Suna no onna) (Japán) – Teshigahara Productions, Toho – Kiichi Ichikawa, Tadashi Oono producerek – Hiroshi Teshigahara rendező
- 1965 Üzlet a korzón (Obchod na korze) (Csehszlovákia) – Barrandov Studio – Jordan Balurov, M. Broz, Karel Feix, Jaromir Lukas producerek – Ján Kadár, Elmar Klos rendezők
  - Blood on the Land (To homa vaftike kokkino)(Görögország) – Finos Film, Th. Demaskinos & V. Michaelides – Vassilis Georgiadis rendező
  - Dear John (Käre John) (Svédország) – Filmhus Ateljeerna, Sandrews – Göran Lindgren producer – Lars-Magnus Lindgren rendező
  - Kwaidan (a.k.a. Ghost Story, Hoichi the Earless, Weird Tales) (怪談; Kaidan) (Japán) – Bungei, Ninjin Club – Shigeru Wakatsuki producer – Masaki Kobayashi rendező
  - Házasság olasz módra (Matrimonio all'Italiana) (Olaszország) – Compagna Cinematografica Champion, Les Films Concordia – Carlo Ponti producer – Vittorio De Sica rendező
- 1966 Egy férfi és egy nő (Un homme et une femme) (Franciaország) – Les Films 13 – Claude Lelouch producer és rendező
  - Az algíri csata – (La Battaglia di Algeri) (Maarakat madinat al Jazaer) (Algéria/Olaszország) – Casbah, Igor Film – Antonio Musu, Sadi Yacef producerek – Gillo Pontecorvo rendező
  - A fáraó (Faraon) (Lengyelország) – Film Polski Film Agency, WFF Łódź, ZRF "Kadr" – producer – Jerzy Kawalerowicz rendező
  - Egy szöszi szerelmei (Lásky jedné plavovlásky) (Csehszlovákia) – CBK, Barrandov Studio, Sebor – Rudolf Hájek producer – Miloš Forman rendező
  - Three (Tri) (Jugoszlávia) – Avala Film – producer – Aleksandar Petrović rendező
- 1967 Szigorúan ellenőrzött vonatok (Ostře sledované vlaky) (Csehszlovákia) – Barrandov Studio – Zdenek Oves producer – Jiří Menzel rendező
  - El Amor Brujo (Spanyolország) – Exclusivas Floralva Producción, Films Rovira Beleta – Producer – Francisco Rovira Beleta rendező
  - Portrait of Chieko (智恵子抄; Chieko-sho) (Japán) – Shochiku Films – producer – Noboru Nakamura rendező
  - Találkoztam boldog cigányokkal is (Skupljaci perja) (Jugoszlávia) – Avala Film – producer – Aleksandar Petrović rendező
  - Live for life (Vivre pour vivre) (Franciaország) – Les Films Ariane, Le Productions Artistes Associés, Vides – Robert Amon, Georges Danciger, Alexandre Mnouchkine producerek – Claude Lelouch rendező
- 1968 Háború és béke (Война и мир) (Szovjetunió) – Moszfilm – Szergej Fjodorovics Bondarcsuk rendező
  - Lopott csókok (Baisers volés) (Franciaország) – Les Films du Carosse, Les Productions Artistes Associés – Marcel Berbert producer – François Truffaut rendező
  - Tűz van, babám! (Hoří, má panenko) (Csehszlovákia) (cseh nyelvű) – Carlo Ponti Cinematografica, Barrandov Studio – Rudolf Hájek, Carlo Ponti producerek – Miloš Forman rendező
  - A Pál utcai fiúk (Magyarország) – Groskopf, Mafilm – Bohém Endre producer – Fábri Zoltán rendező
  - Girl with a Pistol – (La ragazza con la pistola) (Olaszország) – Documento Films – Gianni Hecht Lucari producer – Mario Monicelli rendező
- 1969 Z, avagy egy politikai gyilkosság anatómiája (Algéria) (francia nyelvű) – Office National pour le Commerce et l'Industrie Cinématographique, Reggane Films, Valoria Films – Jacques Perrin, Ahmed Rachedi producerek – Costa-Gavras rendező
  - A neretvai csata (Bitka na Neretvi) (Jugoszlávia) – Bosna Film, Commonwealth United Entertainment, Echberg, Film Production Organisation, IFC International, Igor Film, Jadran Film, United Yugoslavia Producers, Vereinigte, Yugoslavia Film – Steve Previn producer – Veljko Bulajić rendező
  - A Karamazov testvérek (Братья Карамазовы) (USSR) – Moszfilm – producer – Kirill Lavrov, Ivan Alekszandrovics Pirjev, Mihail Alekszandrovics Uljanov rendezők
  - Éjszakám Maudnál (Ma nuit chez Maud) (Franciaország) – FFD, Films de Pléïade, Les Films des deux mondes, Les Films du Carrosse, Les Films du Losange, Productions de La Guéville, Renn Productions, Simar Films, Société Française de Production (SFP), Two World Entertainment – Pierre Cottrell, Barbet Schroeder producerek – Éric Rohmer rendező
  - Adalen Riots (Ådalen '31) (Svédország) – Svensk Filmindustri (SF) AB – producer – Bo Widerberg rendező

### 1970-es évek
- 1970 Vizsgálat egy minden gyanú felett álló polgár ügyében (Indagine su un cittadino al di sopra di ogni sospetto) (Olaszország) – Vera Films – Daniele Senatore producer – Elio Petri rendező
  - Első szerelem (Erste Liebe) (Svájc) (német nyelvű) – Alfa Film, Franz Seitz Filmproduktion, Glarus, Mafilm – Barry Levinson, Maximilian Schell producerek – Maximilian Schell rendező
  - Hoa-Binh (Franciaország) – C.A.P.A.C., La Guéville, Madeleine Films, Parc Film – Gilbert de Goldschmidt producer – Raoul Coutard rendező
  - Peace in the Fields – (Paix sur les champs) (Belgium) (francia nyelvű) – E. G. C. – Jacques de Pauw producer – Jacques Boigelot rendező
  - Tristana (Spanyolország) – Les Films Corona, Selenia Cinematografica, Talía Films, Época Films S.A. – Luis Buñuel, Robert Dorfmann producerek – Luis Buñuel rendező
- 1971 Finzi-Continiék kertje (Il Giardino dei Finzi-Contini) (Olaszország) – CCC Filmkunst GmbH, Documento Films – Artur Brauner, Arthur Cohn, Gianni Hecht Lucari producerek – Vittorio De Sica rendező
  - Csajkovszkij (Чайковский) (Szovjetunió) – Moszfilm – producer – Igor Talankin rendező
  - Dodeszukaden (どですかでん) (Japán) – Toho, Jonki no Kai – Icsikava Kon, Kinosita Keiszuke, Kobajasi Maszaki, Kuroszava Akira, Macue Joisi producer - Kuroszava Akira rendező
  - The Policeman (השוטר אזולאי) (Izrael) – EFI Ltd., EPNI Films, Israel Motion Picture Studios – Efrájim Kishon, Itzik Kol producerek – Efrájim Kishon rendező
  - The Emigrants (Utvandrarna) (Svédország) – Svensk Filmindustri (SF) AB, Warner Bros. – Bengt Forslund producer – Jan Troell rendező
- 1972 A burzsoázia diszkrét bája (Le Charme discret de la bourgeoisie) (Franciaország) – Dean Film, Greenwich Film Productions, Jet Films S. A, – Serge Silberman producer – Luis Buñuel rendező
  - Itt csendesek a hajnalok (А зори здесь тихие) (Szovjetunió) – Gorkij Filmstúdió – producer – Sztanyiszlav Rosztockij rendező
  - I Love You Rosa – (אני אוהב אותך רוזה) (Izrael) – Leisure Media, Noah Films – Menahem Golan producer – Moshé Mizrahi rendező
  - My Dearest Senorita – (Mi querida señorita) (Spanyolország) – El Imàn Cine y Televisión S. A., In-Cine Compañía Industrial Cinematográfica S. A. – Luis Megino producer – Jaime de Armiñán rendező
  - The New Land (Nybyggarna) (Svédország) – Svensk Filmindustri (SF) AB – Bengt Forslund producer – Jan Troell rendező
- 1973 Amerikai éjszaka (La Nuit américaine) (Franciaország) – Les Films du Carrosse, PECF, PIC – Marcel Berbert producer – François Truffaut rendező
  - The House on Chelouche Street (הבית ברחוב שלוש) (Izrael) – Noah Films – Menahem Golan producer – Moshé Mizrahi rendező
  - The Pedestrian (Der Fußgänger) (Németország) – Alfa Glaurus, Braun, Franz Seitz Filmproduktion, MFG-Film – Zev Braun, Maximilian Schell producerek – Maximilian Schell rendező
  - The Invitation (L'Invitation) (Svájc) (francia nyelvű) – Citel Films, Group 5, Planfilm, Romande – producer – Claude Goretta rendező
  - Turkish Delight (Turks fruit) (Hollandia) – Verenigde Nederlandsche Filmcompagnie (VNF) – Rob Houwer producer – Paul Verhoeven rendező
- 1974 Amarcord (Olaszország) – F. C. Productions, PECF. – Franco Cristaldi producer – Federico Fellini rendező
  - Lacombe Lucien (Franciaország) – Hallelujah Films, Nouvelles Éditions de Films, UPF (Universal Pictures France), Vides-Film – Louis Malle, Claude Nedjar producerek – Louis Malle rendező
  - Macskajáték (Magyarország) – Hunnia Játékfilmstúdió – producer – Makk Károly rendező
  - The Deluge (Potop) (Lengyelország) – Film Polski – producer – Jerzy Hoffman rendező
  - The Truce (La Tregua) (Argentína) – production Co. – Rene Aure, Tita Tamames, Rosa Zemborain producerek – Sergio Renán rendező
- 1975 Derszu Uzala (Szovjetunió) – Atelier 41, Daiei Studios, Moszfilm Stúdió, Satra – Yoishi Matsue, Nyikolaj Szizov producerek – Kuroszava Akira rendező
  - Letters from Marusia (Actas de Marusia) (Mexikó) – Corporación Nacional Cinematográfica (CONACINE) – Arturo Feliu producer – Miguel Littin rendező
  - Scent of a Woman (Profumo di donna) (Olaszország) – Dean Film – Pio Angeletti, Adriano De Micheli producerek – Dino Risi rendező
  - Sandakan 8 (a.k.a. Brothel No. 8) (Sandakan hachibanshokan bohkyo) (Japán) – O & R Production, Toho – producer – Kei Kumai rendező
  - Az ígéret földje (Ziemia obiecana) (Lengyelország) – Film Polski, Zespol Filmovy "X" – producer – Andrzej Wajda rendező
- 1976 Fekete-fehér színesben (Noir et blancs en couleur) (Côte d'Ivoire) – France 3 Cinéma, Reggane Films, Smart Film Produktion, Société Française de Production (SFP), Société Ivoirienne de Cinema – Arthur Cohn, Jacques Perrin, Giorgio Silagni producerek – Jean-Jacques Annaud rendező
  - Cousin, Cousine (Franciaország) – Films Pomeru, Gaumont International – producer – Jean Charles Tacchella rendező
  - Jacob the Liar (Jakob, der Lügner) (Németország) – DEFA-Studio für Spielfilme, Deutscher Fernsehfunk (DFF), Barrandov Studio, Westdeutscher Rundfunk (WDR) – Herbert Ehler producer – Frank Beyer rendező
  - Nights and Days (Noce i dnie) (Lengyelország) – Zespol Filmowy "Kadr" – producer – Jerzy Antczak rendező
  - Seven Beauties (Pasqualino Settebellezze) (Olaszország) – Medusa Produzione – Arrigo Colombo, Giancarlo Giannini, Lina Wertmüller producerek – Lina Wertmüller rendező
- 1977 Madame Rosa – (La Vie devant soi) (Franciaország) – Lira Films – Jean Bolvary producer – Moshé Mizrahi rendező
  - A vágy titokzatos tárgya (Cet obscur objet du désir) (Spanyolország) – Greenwich Film Productions, In-Cine Compañía International Cinematográfica S. A., Les Films Galaxie – Serge Silberman producer – Luis Buñuel rendező
  - The Great Day (a.k.a. A Special Day) (Una Giornata particolare) (Olaszország) – Canafox, Compagnia Cinematografica Champion – Carlo Ponti producer – Ettore Scola rendező
  - Iphigenia (Görögország) – Greek Film Center – producer – Mihálisz Kakojánnisz rendező
  - Entebbe, Operation Thunderbolt (מבצע יונתן) (Izrael) – GS Productions – Yoram Globus, Menaham Golan producerek – Menahem Golan rendező
- 1978 Get Out Your Handkerchiefs – (Preparez vos mouchoirs) (Franciaország) – Belga Films, C.A.P.A.C., Les Films Ariane, SODEP – Paul Claudon, Georges Danciger, Alexandre Mnouchkine producerek – Bertrand Blier rendező
  - Fekete fülű fehér Bim (Belij Bim – Csornoje uho) (Szovjetunió) – Gorkij Filmstúdió – producer – Sztanyiszlav Rosztockij rendező
  - The Glass Cell (Die Gläsene Zelle) (Németország) – Bayerischer Rundfunk (BR), Radiotelevisão Portuguesa (RTP), Roxy Film GmbH, Royal, Solaris Film – Luggi Waldleitner producer – Hans W. Geissendörfer rendező
  - Magyarok (Magyarország) – Capital, Clircio, Dialóg Filmstúdió, Hungarofilm, Mafilm – producer – Fábri Zoltán rendező
  - The New Monsters (I Nuovi mostri) (Olaszország) – Dean Film – Pio Angeletti, Adriano De Micheli producerek – Mario Monicelli, Dino Risi, Ettore Scola rendezők
- 1979 A bádogdob (Die Blechtrommel) (Németország) – Argos Films, Artémis Productions, Bioskop Film, Film Polski Film Agency, Franz Seitz Filmproduktion, GGB-14, Hallelujah Films, Jadran Film – Anatole Dauman, Franz Seitz producerek – Volker Schlöndorff – rendező
  - To Forget Venice (Dementicare Venezia) (Olaszország) – Action, Rizzoli Film S. p.a. – Franco Brusati, Claudio Grassetti producerek – Franco Brusati rendező
  - A mama százéves (Mamá cumple cien años) (Spanyolország) – Elías Querejeta Producciones Cinematográficas S.L., Films Moliere e Pierson Production, Les Films Molière, Pierson Productions – Elías Querejeta producer – Carlos Saura rendező
  - A wilkói kisasszonyok (Panny z Wilko) (Lengyelország) – Pierson Productions, Zespol Filmowy "X" – producer – Andrzej Wajda rendező
  - A Simple Story (Une Histoire simple) (Franciaország) – France 3 Cinéma, Renn Productions, Rialto Film, Sara Films, Société Française de Production (SFP) – Horst Wendlandt producer – Claude Sautet rendező

### 1980-as évek
- 1980 Moszkva nem hisz a könnyeknek (Москва слезам не верит) (Szovjetunió) – Moszfilm Stúdió, Satra, Szovexportfilm – producer- Vlagyimir Valentyinovics Menysov rendező
  - Bizalom (Magyarország) – Mafilm, Objektív Filmstúdió – producer – Szabó István rendező
  - Az utolsó metró – (Le Dernier métro) (Franciaország) – Les Films du Carrosse, Société Française de Production (SFP), Sédif Productions, TF1 Films Productions – François Truffaut producer és rendező
  - Árnyéklovas (影武者) (Japán) – Toho – Kuroszava Akira producer és rendező
  - The Nest (El nido) (Spanyolország) – A-Punto ELSA, Cinespania S. A. – producer – Jaime de Armiñán rendező
- 1981 Mephisto (Magyarország) – Mafilm, Manfred Durniok Produktion, Objektív Studió – Manfred Durniok producer – Szabó István rendező
  - A csónak megtelt (Das Boot ist voll) (Svájc) – Limbo Film AG – George Reinhart producer – Markus Imhoof rendező
  - A vasember (Człowiek z żelaza) (Lengyelország) – Film Polski Film Agency, Zespół Filmowy X – producer – Andrzej Wajda rendező
  - Muddy River (泥の川; Doro no kawa) (Japán) – Daiei Studios, Kimura Productions – Motoyasu Kimura producer – Kôhei Oguri rendező
  - Three Brothers (Tre fratelli) (Olaszország) – Gaumont Pictures, Iterfilm – Antonio Macri, Giorgio Nocella producerek – Francesco Rosi rendező
- 1982 Begin the Beguine (Volver a empezar) (Spanyolország) – Nickel Odeon S. A. – José Luis Garci producer és rendező
  - Alsino and the Condor (Alsino y el cóndor) (Nicaragua) – CRFC, Instituto Cubano del Arte e Industrias Cinematográficos (ICAIC), Latinamerican Film, NFI – Hernán Littin producer – Miguel Littin rendező
  - Private life (Chastnaya zhizn) (Szovjetunió) – Mosfilm – producer – Yuli Raisman rendező
  - Clean Slate (Coup de Torchon) (Franciaország) – Films A2, Les Films de la Tour, Little Bear – Henri Lassa, Adolphe Viezzi producerek – Bertrand Tavernier rendező
  - The Flight of the Eagle (Ingenjör Andrées luftfärd) (Svédország) – Adnorsk, Bold Productions, Norsk Film A/S, Polyphon Film- und Fernseh GmbH, SVT Drama, Svensk Filmindustri (SF) AB, Svenska Filminstitutet (SFI), Swedish Film Institute – Jörn Donner producer – Jan Troell rendező
- 1983 Fanny és Alexander (Fanny och Alexander) (Svédország) – Cinematograph AB, Gaumont International, Opera Film Produzione, Personafilm, SVT Drama, Sandrews, Svenska Filminstitutet (SFI), Swedish Film Institute, TVI, Tobis Filmkunst – Jörn Donner producer – Ingmar Bergman rendező
  - A bál (Algeria) – Cinéproduction, Films A2, Massfilm, Ministère de la Culture de la Republique Française, O.N.C.I.C. – Giorgio Silvagni producer – Ettore Scola rendező
  - Carmen (Spanyolország) – Emiliano Piedra – Emiliano Piedra producer – Carlos Saura rendező
  - At First Sight (Coup de foudre) (Franciaország) – Alexandre Films, Films A2, Hachette Première, Partner's Production, Société Française de Production (SFP) – Ariel Zeitoun producer – Diane Kurys rendező
  - Jób lázadása (Magyarország) – MAFILM Társulás Stúdió, Macropolis, Magyar Televízió (MTV), Sefel Films, Starfilm, Tarsulac, Zweites Deutsches Fernsehen (ZDF) – producer – Gyöngyössy Imre, Kabay Barna rendezők
- 1984 Dangerous Moves (La Diagonale du fou) (Svájc) – Arthur Cohn Productions, Cécilia Films – Arthur Cohn, Martine Marignac producerek – Richard Dembo rendező
  - Camila (Argentína) – GEA Producciones, Impala Film – Lita Stantic producer – Maria Luisa Bemberg rendező
  - Beyond the Law (a.k.a. Beyond the Walls) (מאחורי הסורגים) (Izrael) – April Films – Rudy Cohen producer – Uri Barbash, Rudy Cohen rendezős
  - Double Feature (Sessión continua) (Spanyolország) – Nickel Odeon S.A. – José Luis Garci producer és rendező
  - War-time Romance (Военно-полевой роман) (USSR) – Odessa Film Studios – producer – Pjotr Todorovszkij rendező
- 1985 A hivatalos változat (La Historia oficial) (Argentína) – Historia Cinematograficas Cinemania, Progress Communications – Marcelo Piñeyro producer – Luis Puenzo rendező
  - Three Men and a Cradle (Trois hommes et un couffin) (Franciaország) – Flach Film, Soprofilms, TF1 Films Productions – Jean-François Lepetit executive producer – Coline Serreau rendező
  - Angry Harvest (Bittere Ernte) (Németország) – Admiral, CCC Filmkunst GmbH, Zweites Deutsches Fernsehen (ZDF) – Artur Brauner producer – Agnieszka Holland rendező
  - Redl ezredes (Magyarország) – MAFILM Objektív Filmstúdió, MOKÉP-Kerszi, Manfred Durniok Produktion, Zweites Deutsches Fernsehen (ZDF), Österreichischer Rundfunk (ORF) – Marx József producer – Szabó István rendező
  - A papa üzleti útra ment (Otac na sluzbenom putu) (Jugoszlávia) – Centar Film, Forum Sarajevo – Mirza Pasic producer – Emir Kusturica rendező
- 1986 The Assault (De Aanslag) (Hollandia) – Fons Rademakers Produktie – Fons Rademakers producer és rendező
  - 38 – Vienna Before the Fall (38) (Ausztria) – Almaro Film, Bayerischer Rundfunk (BR), Satel Film, Österreichischer Rundfunk (ORF) – Michael von Wolkenstein producer – Wolfgang Glück rendező
  - 37.2 Degrees in the Morning (a.k.a. Betty Blue) (37º2 le matin) (Franciaország) – Cargo Films, Constellation – Jean-Jacques Beineix, Claudie Ossard producerek – Jean-Jacques Beineix rendező
  - The Decline of the American Empire (Le Déclin de l'empire américain) (Kanada) (in French) – Corporation Image M & M, Malofilm, National Film Board of Canada (NFB), Société Radio Cinéma, Société Général du Cinéma du Québec, Téléfilm Canada – Roger Frappier, René Malo producerek – Denys Arcand rendező
  - Az én kis falum (Vesničko má středisková) (Csehszlovákia) – Fifth Group, Barrandov Studio – producer – Jiří Menzel rendező
- 1987 Babette lakomája (Babettes Gæstebud) (Dánia) – Danish Film Institute, Panorama – Just Betzer, Bo Christensen producerek – Gabriel Axel rendező
  - Course Completed (Asignatura aprobata) (Spanyolország) – Nickel Odeon – José Luis García- producer – José Luis Garci rendező
  - Goodbye Children (Au revoir les enfants) (Franciaország) – MK2 Productions, NEF Filmproduktion, Nouvelles Éditions de Films, Stella Films – Louis Malle producer és rendező
  - The Family (La famiglia) (Olaszország) – Cinecittà, Cinémax, France 3 Cinéma, Les Films Ariane, Massfilm, Radiotelevisione Italiana (RAI), Séléna Audiovisuel – Franco Committeri producer – Ettore Scola rendező
  - The Pathfinder (Veiviseren/Ofelaš) (Norvégia) – Filmkameratene A/S, Mayco, Norsk Film A/S, Norway Film Development, The Norway Film Development Company – John M. Jacobsen producer – Nils Gaup rendező
- 1988 Hódító Pelle (Pelle erobreren) (Dánia) – Danmarks Radio, Det Danske Filminstitut, Panorama Film, Per Holst Filmproduktion, SID, Specialarbejderforbundet, Svensk Filmindustri (SF) AB, Svenska Filminstitutet (SFI) – Per Holst producer – Bille August rendező
  - Hanussen (Magyarország) – CCC Filmkunst, Hungarofilm, Mafilm, Mokép, Objektív Filmstúdió Vállalat, Zweites Deutsches Fernsehen (ZDF), – Artur Brauner producer – Szabó István rendező
  - The Music Teacher (Le Maître de Musique) (Belgium – francia nyelvű – K2-One, Radio Télévision Belge Francophone – Alexandre Pletzer producer – Gérard Corbiau rendező
  - Asszonyok a teljes idegösszeomlás szélén (Mujeres al borde de un ataque de nervios) (Spanyolország) – El Deseo S. A., Lauren Film – Pedro Almodóvar producer és rendező
  - Salaam Bombay! (India) – Cadragee, Channel Four Films, Doordarshan, La Sept Cinéma, Mirabai Films, NDFC-Doordarshan – Mira Nair producer és rendező
- 1989 Cinema Paradiso (Nuovo cinema Paradiso) (Olaszország) – Miramax Films, Home Boxoffice Home Video, Radiotelevisione Italiana (RAI), TF1 Films Productions – Mino Barbera, Franco Cristaldi, Giovanna Romagnoli producerek – Giuseppe Tornatore rendező
  - Camille Claudel (Franciaország) – Antenne-2, Centre National de la Cinématographie, DD Productions, Films A2, Films Christian Fechner, French Ministry of Culture and Communication, Gaumont International, Images Investissements, Lilith Films I.A., Sofica Créations, Sofica Investimage – Isabelle Adjani, Christian Fechner producerek – Bruno Nuytten rendező
  - Memories of a Marriage (Dansen med Regitze) (Dánia) – Danish Film Institute, Nordisk Film – Lars Kolvig producer – Kaspar Rostrup rendező
  - Jesus of Montreal (Jésus de Montréal) (Kanada – francia nyelvű – Centre National de la Cinématographie, Communication, Gérard Mital Productions, Max Films Productions Inc., National Film Board of Canada (NFB), Premier Choix TVEC, Super Ecran, Téléfilm Canada – Roger Frappier, Pierre Gendron, Monique Letourneau producerek – Denys Arcand rendező
  - Santiago, the Story of his New Life (Lo que le pasó a Santiago) (Puerto Rico) – Bacalao Inc., Dios los Cría Inc., Producciones Pedro Muñiz, Taleski Studios Inc. – Blanca Silvia Ero, Pedro Muñiz producerek – Jacobo Morales rendező

### 1990-es évek
| 1990 - A remény útja - A rémes lány - Cyrano de Bergerac - Jú Dòu - Nyitott ajtók 1991 - Mediterraneo - Általános iskola - A természet gyermekei - A vörös lámpások - Az ökör 1992 - Indokína - Daens - Istók - Urga 1993 - Belle Époque - Az esküvői bankett - A zöld papaya illata - Hedd Wyn - Isten veled, ágyasom! | 1994 - Csalóka napfény - Eper és csokoládé - Eső előtt - Étel, ital, férfi, nő - Farinelli, a kasztrált 1995 - Antonia - A csillagos ember - Kvartett - Poussières de vie - Vágy és virágzás 1996 - Kolja - A kaukázusi fogoly - A szerelmes szakács 1001 receptje - A vasárnap túloldala - Rizsporos intrikák 1997 - Karakter - A csenden túl - A szélhámos - A szív titkai - Négy nap szeptemberben | 1998 - Az élet szép - A mennyország gyermekei - A nagyapa - Központi pályaudvar - Tangó 1999 - Mindent anyámról - A Nap alatt - Himalája – Az élet sója - Kelet-nyugat - Solomon és Gaenor |

### 2000-es évek
| 2000 - Tigris és sárkány - Élet mindenáron - Iedereen beroemd! - Ízlés dolga - Korcs szerelmek 2001 - Senkiföldje - Amélie csodálatos élete - Az örömfiú - Elling - Lagán 2002 - Hontalanul Afrikában - Amaro atya bűne - Hős - A múlt nélküli ember - Zus és Zo 2003 - Barbárok a kapuk előtt - Az alkonyat harcosa - Az ikrek - Könyörtelenek - Želary | 2004 - A belső tenger - A bukás – Hitler utolsó napjai - Hétköznapi mennyország - Kóristák - Yesterday 2005 - Tsotsi - A múlt árnyai - Fegyverszünet karácsonyra - Mennyország most - Sophie Scholl – Aki szembeszállt Hitlerrel 2006 - A mások élete - A dicsőség arcai - A faun labirintusa - Esküvő után - Water 2007 - Pénzhamisítók - 12 - Beaufort - Katyń - Mongol | 2008 - Távozások (Okuribito) - A Baader–Meinhof csoport - Az osztály - Libanoni keringő - Revans 2009 - Szemekbe zárt titkok - Ajami - Fausta éneke - A fehér szalag - A próféta |

### 2010-es évek
| 2010 - Biutiful - Egy jobb világ - Dogtooth (Κυνόδοντας) - Incendies - Outside the Law (Hors-la-loi) 2011 - Nader és Simin – Egy elválás története - Bikanyak - Footnote - A város alatt - Lazhar tanár úr 2012 - Szerelem - Kon-Tiki - No - Egy veszedelmes viszony - Rebelle | 2013 - A nagy szépség - Alabama és Monroe - A vadászat - A hiányzó kép - Omar 2014 - Ida - Leviatán - Mandarinok - Timbuktu - Eszeveszett mesék 2015 - Saul fia - Egy háború - A kígyó ölelése - Mustang - A sivatagon át (Theeb) | 2016 - Az ügyfél - Az ember, akit Ovénak hívnak - Homok alatt - Tanna - Toni Erdmann 2017 - Egy fantasztikus nő (Una Mujer Fantástica) - L'insulte - Szeretet nélkül - Testről és lélekről - A négyzet 2018 - Roma - Bolti tolvajok - Hidegháború - Kafarnaum – A remény útja - Mű szerző nélkül |

2019
- Élősködők (Kiszengcshung (Gisaengchung))
- Corpus Christi (Boże Ciało)
- Méz – királynő (Honeyland)
- Nyomorultak (Les Misérables)
- Fájdalom és dicsőség (Dolor y Gloria)

### 2020-as évek
2020
- Még egy kört mindenkinek (Druk) – rendezte: Thomas Vinterberg
- Better Days (Saonien tö ni (Shàonián de nǐ)) – rendezte: Derek Tsang
- Kollektíva – rendezte: Alexander Nanau
- Quo Vadis, Aida? – rendezte: Jasmila Žbanić
- A férfi, aki vásárra vitte a bőrét (The Man Who Sold His Skin) – rendezte: Kaouther Ben Hania

2021
- Vezess helyettem (Doraibu mai ká) – Hamagucsi Rjúszuk
- A világ legrosszabb embere (Verdens verste menneske) – Joachim Trier
- Isten keze (È stata la mano di Dio) – Paolo Sorrentino
- Lunana: A Yak in the Classroom – Pawo Choyning Dorji
- Menekülés (Flee) – Jonas Poher Rasmussen

2022
- Nyugaton a helyzet változatlan (Im Westen nichts Neues) – Edward Berger
- Argentína, 1985 (Argentina, 1985) – Santiago Mitre
- Közel (Close) – Lukas Dhont
- IÁ (Eo) – Jerzy Skolimowski
- A csendes lány (An Cailín Ciúin) – Colm Bairéad

2023
- Érdekvédelmi terület (The Zone of Interest) – Jonathan Glazer
- Én vagyok a kapitány (Io Capitano) – Matteo Garrone
- Tökéletes napok (Perfect Days) – Wim Wenders
- A hó társadalma (La sociedad de la nieve) – J.A. Bayona
- A tanári szoba (Das Lehrerzimmer) – İlker Çatak

2024
- Én még itt vagyok (I'm Still Here)– Walter Salles
- A szent füge magja (The Seed of the Sacred Fig) – Mohammad Rasoulof
- Áradás (Flow) – Gints Zilbalodis
- Emilia Pérez – Jacques Audiard
- Lány a tűvel (Pigen med nålen) – Magnus von Horn

## Országok jelölései és díjai
| Ország                  | Díj | Jelölés |
| ----------------------- | --- | ------- |
| Olaszország             | 14  | 33      |
| Franciaország           | 12  | 41      |
| Japán                   | 5   | 18      |
| Spanyolország           | 4   | 21      |
| Dánia                   | 4   | 14      |
| Svédország              | 3   | 16      |
| Németország             | 3   | 13      |
| Szovjetunió             | 3   | 9       |
| Hollandia               | 3   | 7       |
| Magyarország            | 2   | 10      |
| Argentína               | 2   | 8       |
| Csehszlovákia           | 2   | 6       |
| Svájc                   | 2   | 5       |
| Ausztria                | 2   | 4       |
| Irán                    | 2   | 3       |
| Lengyelország           | 1   | 13      |
| Mexikó                  | 1   | 9       |
| NSZK                    | 1   | 8       |
| Kanada                  | 1   | 7       |
| Oroszország             | 1   | 7       |
| Algéria                 | 1   | 5       |
| Csehország              | 1   | 3       |
| Egyesült Királyság      | 1   | 3       |
| Tajvan                  | 1   | 3       |
| Bosznia-Hercegovina     | 1   | 2       |
| Chile                   | 1   | 2       |
| Dél-afrikai Köztársaság | 1   | 2       |
| Dél-Korea               | 1   | 1       |
| Elefántcsontpart        | 1   | 1       |
| Izrael                  | 0   | 10      |
| Belgium                 | 0   | 8       |
| Jugoszlávia             | 0   | 6       |
| Norvégia                | 0   | 6       |
| Görögország             | 0   | 5       |
| Brazília                | 0   | 4       |
| India                   | 0   | 3       |
| Hongkong                | 0   | 3       |
| Észak-Macedónia         | 0   | 2       |
| Kína                    | 0   | 2       |
| Libanon                 | 0   | 2       |
| Palesztina              | 0   | 2       |
| Ausztrália              | 0   | 1       |
| Bhután                  | 0   | 1       |
| Észtország              | 0   | 1       |
| Finnország              | 0   | 1       |
| Grúzia                  | 0   | 1       |
| Írország                | 0   | 1       |
| Izland                  | 0   | 1       |
| Jordánia                | 0   | 1       |
| Kambodzsa               | 0   | 1       |
| Kazahsztán              | 0   | 1       |
| Kolumbia                | 0   | 1       |
| Kuba                    | 0   | 1       |
| Mauritánia              | 0   | 1       |
| NDK                     | 0   | 1       |
| Nepál                   | 0   | 1       |
| Nicaragua               | 0   | 1       |
| Peru                    | 0   | 1       |
| Puerto Rico             | 0   | 1       |
| Románia                 | 0   | 1       |
| Tunézia                 | 0   | 1       |
| Uruguay                 | 0   | 1       |
| Vietnám                 | 0   | 1       |